# Oguchi Onyewu
Oguchialu Chijioke Onyewu (Washington, D.C., 13 de maio de 1982) é um ex-futebolista norte-americano que atuava como zagueiro. Atualmente é diretor esportivo do Orlando City B, na USL League One.
Ao longo de sua carreira profissional, atuou em clubes da França, Bélgica, Inglaterra, Itália, Holanda, Portugal, Espanha e Estados Unidos. Onyewu jogou mais de 60 partidas pela Seleção Estadunidense e representou o país nas Copas do Mundo FIFA de 2006 e 2010.

## Carreira

### Futebol da faculdade e mudança para a Europa
Onyewu cresceu nos subúrbios de Washington, DC, Silver Spring e Olney, onde estudou na St. Andrew Apostle School e na Sherwood High School. Onyewu se matriculou no programa de residência dos Estados Unidos em Bradenton, Flórida, antes de retornar a Sherwood para se formar. Ele então jogou dois anos de futebol universitário na Universidade Clemson, da Carolina do Sul. Ele se mudou para a Europa em 2002, assinando com o Metz, da França. No ano seguinte ele foi emprestado ao La Louvière, da Bélgica.

### Standard de Liège e Newcastle
Onyewu foi contratado pelo Standard de Liège em 2004. Logo após a temporada 2004–05, o zagueiro foi nomeado Melhor XI do Campeonato Belga, bem como Jogador Estrangeiro do Ano de 2005.
Tendo sido objeto de muitos rumores de transferência de clubes em toda a Europa, Onyewu assinou por empréstimo com o Newcastle em janeiro de 2007, cobrindo o restante da temporada 2006–07. Realizou sua estreia pelo clube inglês no dia 3 de fevereiro, contra o Fulham, e fez sua estreia em casa uma semana depois, contra o Liverpool, formando dupla de zaga ao lado de Titus Bramble numa vitória por 2 a 1. Os dois formaram uma parceria malfadada, cometendo uma série de erros caros que acabariam custando a Onyewu seu lugar. Após a chegada do novo técnico, Sam Allardyce, Onyewu caiu em desgraça e o Newcastle decidiu não contratar o jogador em definitivo.
Onyewu voltou ao Standard e seu jogo continuou a melhorar. Ele fez sua 100ª participação na Primeira Divisão belga pelo Standard de Liège em 14 de março de 2008, contra o Germinal Beerschot, e foi parte integrante do clube, que entrou em uma sequência de 29 jogos sem perder para vencer a Primeira Divisão Belga de 2007–08. Após a temporada, ele foi nomeado para o melhor XI da liga belga pela segunda vez. Sua excelente fase continuou durante a temporada 2008–09, e ele comandou a defesa do Standard para o segundo título consecutivo da liga belga. O clube empatou com o rival Anderlecht no final da temporada, conquistando assim a competição.
Onyewu lidou com o racismo durante sua passagem pela Bélgica, chegando a ouvir gritos racistas de torcedores enquanto atuava pela equipe de Liège.
Por ter nome e sobrenome africanos, o jogador ganhou o apelido de "Gooch" (algo bem americano) em seu país. Ficou conhecido por ter travado um duelo particular com o centroavante mexicano Jared Borgetti nas duas partidas pelas Eliminatórias da Copa do Mundo FIFA de 2006. Se na primeira, disputada na Cidade do México, o atacante se deu melhor, na partida de volta, Onyewu anulou o mexicano, deixando-o de lado.
Seu primeiro gol pela seleção aconteceu na prorrogação da semifinal contra Honduras, pela Golden Cup de 2005. Com apenas 12 convocações, Onyewu ganhou uma vaga no time de Bruce Arena ao desbancar Gregg Berhalter, zagueiro experiente que amargou a reserva da seleção na Copa.
Onyewu participou das três partidas na Copa de 2006 e se destacou pela qualidade de seus passes. Em média, o zagueiro norte-americano fez 17 passes certos por jogo e errou apenas 1,7.
Entretanto, a participação do zagueiro ficou manchada no Mundial por ele ter feito o pênalti em Razak Pimpong, que deu a vitória para Gana por 2 a 1 na última partida dos EUA na competição.
Em 2007, Onyewu foi emprestado pelo Standard para o Newcastle, onde disputou 11 partidas, não marcando nenhum gol.

### Milan e Twente
O zagueiro foi contratado pelo Milan no dia 7 de julho de 2009. Sua estreia foi num amistoso de pré-temporada contra o América do México.
No ano de 2010, envolveu-se em uma briga com o seu companheiro de equipe Zlatan Ibrahimović. Durante o treino, o sueco deu uma entrada forte em Onyewu, que chegou a segurar Ibrahimović pelo pescoço. Por conta de uma grave lesão no joelho, o norte-americano realizou apenas uma partida oficial com a camisa do Milan entre 2009 e 2010.
Em 11 de janeiro de 2011 foi emprestado ao Twente, da Holanda, por seis meses, com opção de compra após o término. 

### Sporting e Málaga

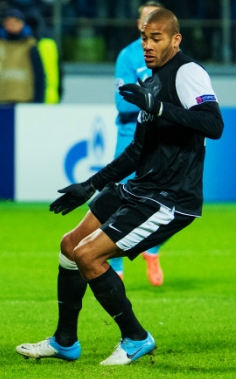
Onyewu pelo Málaga em 2012

Assinou em definitivo com o Sporting na temporada 2011–12, agarrando a titularidade e destacando-se como patrão da defesa, devido à sua força, qualidade de passe e pela sua qualidade nas bolas altas.
Porém, no mercado do verão de 2012 Onyewu foi emprestado ao Málaga durante as últimas horas da janela de transferência, com a opção de compra após o período. Ele fez sua estreia pelo Málaga no dia 24 de outubro de 2012, jogando o último minuto na vitória em casa por 1 a 0 contra o Milan, seu ex-clube, na fase de grupos da Liga dos Campeões da UEFA. Uma semana depois, no dia 31 de outubro, disputou a sua primeira partida oficial pelo Málaga como titular e fez um gol numa vitória por 4 a 3 contra o Cacereño, pela Copa do Rei. Marcou seu segundo gol pelo Málaga no dia 18 de dezembro, novamente pela Copa do Rei, dessa vez contra o Eibar, garantindo o empate nos acréscimos.
No dia 29 de agosto de 2013, o Sporting anunciou a rescisão do contrato de Onyewu por mútuo consentimento.

### Últimos anos
Livre no mercado, o zagueiro foi contratado pelo Queens Park Rangers no dia dia 23 de outubro de 2013.
Já em 2014, Onyewu assinou pelo Sheffield Wednesday. No mesmo ano, o norte-americano foi contratado pelo Charlton Athletic, onde ficou de 2014 a 2015.
Em 2017 foi contratado pelo Philadelphia Union, assinando contrato para disputar os primeiros 22 jogos pela pré-temporada da Major League Soccer.

## Títulos
La Louvière
- Copa da Bélgica: 2002–03

Standard de Liège
- Jupiler Pro League: 2007–08 e 2008–09
- Supercopa da Bélgica: 2008

Twente
- Supercopa dos Países Baixos: 2010
- Copa dos Países Baixos: 2010–11

Estados Unidos
- Copa Ouro da CONCACAF: 2005, 2007 e 2013

### Prêmios individuais
- Seleção da Copa Ouro da CONCACAF: 2005